# Prionotropis rhodanica
Criquet de la Crau
Espèce
Synonymes
- Prionotropis hystrix rhodanica Uvarov, 1923

Statut de conservation UICN

 CR B1ab(i,ii,iii,iv,v)c(iv) : 
En danger critique
Prionotropis rhodanica est une espèce d'insectes orthoptères de la famille des Pamphagidae. Elle est en français appelée Criquet de la Crau, Criquet rhodanien ou Criquet cailloux.

## Distribution
Cette espèce est endémique des pelouses steppiques de la plaine de la Crau dans les Bouches-du-Rhône en France, l’espèce a connu un déclin spectaculaire au 20e siècle et aujourd’hui, il ne reste plus que trois sous-populations connues : une petite population relictuelle sur 7 hectares à Peau-de-Meau (Réserve naturelle nationale des coussouls de Crau), la dernière du centre de la Crau et deux populations sur environ 165 et 85 hectares en périphérie de la Crau (l’une à Calissanne, à cheval sur la Réserve et un site militaire, l’autre sur le site privé d’essais automobiles BMW).

## Description
C'est l'un des plus grands criquets de France, ils mesurent entre 30 et 45 mm. Il s’agit d’une espèce brachyptère qui ne peut pas voler et avec des capacités de saut réduites, limitant sa dispersion. Sa stratégie de défense se base sur la discrétion et le mimétisme. Le Criquet de Crau a des couleurs cryptiques, similaires à son substrat et a tendance à s’immobiliser à l’approche d’un danger, contrairement aux autres espèces qui préfèrent souvent s’enfuir. Contrairement à la plupart des espèces de criquets, le criquet de la Crau ne chante presque jamais. Par conséquent c’est une espèce difficile à détecter sur le terrain, passant souvent inaperçue.
Les 5 stades larvaires peuvent être différenciés en comptant le nombre d'articles antennaires.
| Stades                        | Juvénile S1 | Juvénile S2 | Juvénile S3 | Juvénile S4 | Juvénile S5 | Imago |
| ----------------------------- | ----------- | ----------- | ----------- | ----------- | ----------- | ----- |
| Nombre d’articles antennaires | 8           | 10          | 14          | 15          | 16          | 17    |

## Biologie
L’espèce a un cycle de vie annuel (univoltine). Les juvéniles éclosent en avril et grandissent par mues successives jusqu'en mai où ils atteignent le stade imago. Ceux-ci meurent après la reproduction entre fin juin et début juillet. Les œufs pondus dans le sol passent l'hiver au stade d’œuf.

## Reproduction
La reproduction se déroule sur tout le mois de juin voir un peu plus tard selon la météo. Les individus se reconnaissent grâce à une stridulation qui ressemble au chant de l'Outarde canepetière. La stridulation est assez rare mais tout de même présente. Elle s'effectue grâce au frottement des pattes arrières contre l'abdomen. Le mâle étant plus petit et moins trapu que la femelle il monte sur son dos pour l'accouplement.

## Menaces et Protection
Les principales menaces de Prionotropis rhodanica sont la disparition, la dégradation et la fragmentation de ses habitats. Ainsi, l'arrêt du pâturages dans certains secteurs et l'artificialisation des sols ont de grands impacts sur l'espèce. Il faut également faire attention au surpâturage qui modifie grandement la structure de végétation, ce qui peut entrainer la disparition de l’espèce.
La grande taille de l’espèce en fait une proie de choix pour les oiseaux, la prédation constitue donc une autre menace, naturelle cette fois. Il y a notamment eu des observations de prédation répétée sur le Criquet de Crau par la Pie bavarde, le Choucas des tours, le Héron garde-bœufs, l’œdicnème criard, l’Outarde canepetière, le Faucon crécerellette… Néanmoins, l’impact de cette prédation par différentes espèces d’oiseaux reste difficile à quantifier, au vu de la faible densité de Prionotropis. Une étude sur le Faucon crécerellette montre que la proportion de Prionotropis dans son régime alimentaire est assez faible.
D’autres causes potentielles de déclin existent, bien qu’elles ne soient pas encore avérées : pathogènes, pesticides, changement climatique…
D'après l'UICN, l'espèce est en danger critique d'extinction à l'échelle régionale, nationale, européenne et mondiale. Elle est protégée à l'échelle nationale et déterminante ZNIEFF en PACA.
En 2020, Le Conservatoire d’espaces naturels de Provence-Alpes-Côte d’Azur et ses partenaires ont soumis une proposition pour un projet Life à la Commission européenne qui a donné son feu vert en août 2021. L’objectif de ce projet est l’amélioration de l’état de conservation de l’espèce en augmentant la taille et/ou le nombre de sous-populations, ainsi que la surface d’habitat favorable.

## Systématique et taxinomie
Cette espèce a été décrite sous le nom Prionotropis hystrix rhodanica par l'entomologiste Boris Petrovitch Uvarov en 1923. Elle a été élevée au rang d'espèce par Uvarov en 1943, puis remise au rang de sous-espèce par différents auteurs. Plus récemment, en 2015 une étude de Massa et al. sur tout le genre Prionotropis, semble aujourd'hui faire consensus. Elle est désormais considérée comme espèce à part entière.